# Xã Badger, Quận LaMoure, Bắc Dakota
Xã Badger (tiếng Anh: Badger Township) là một xã thuộc quận LaMoure, tiểu bang Bắc Dakota, Hoa Kỳ. Năm 2010, dân số của xã này là 52 người.